# Музей И. Д. Василенко
Музей И. Д. Василенко — музей в городе Таганрог Ростовской области, расположенный в доме, в котором с 1923 по 1966 год жил писатель Иван Дмитриевич Василенко, лауреат Сталинской премии. Входит в состав Таганрогского государственного литературного и историко-архитектурного музея-заповедника. Располагается по адресу ул. Чехова, 88.

## История

Памятник «Артёмка», 2021 г.

Дом, где жил Иван Василенко со своей многочисленной семьёй с 1923 по 1966 год, был построен ещё в 1906 году и является объектом культурного наследия регионального значения. Писатель родился 20 января 1895 года в семье волостного писаря и через семь лет вместе с родителями перебрался в Таганрог из села Макеевка (ныне ― город в рядом с Донецком). Здесь он прожил всё свою оставшуюся жизнь, создавая свои произведения, и умер 26 мая 1966 года от туберкулёза. На стене здания установлена мемориальная табличка, посвящённая писателю.
В 1988 году бывшая квартира писателя была передана музею-заповеднику. В мае 2004 года была открыта выставка: кабинет, где писатель работал над своими произведениями, и прихожая. Экспозиция музея рассказывает о личной и общественной жизни писателя, его окружении: здесь представлены различные документы, фотографии, личные вещи Василенко, а также материалы, повествующие о событиях начала XX века в Таганроге. В 2008 году открылась выставка, посвященная «Циклу произведений об Артемке».
Перед домом-музеем стоит скульптура Артёмки ― главного героя ряда произведений Василенко. Представляет собой образ босоногого мальчика в фуражке, сжимающего в правой руке шкатулку. Памятник был установлен в 2010 году, скульптор ― Давид Бегалов.
В 2020 году был проведён капитальный ремонт здания. В 2021 году открылась обновлённая экспозиция музея, в которую кроме информации о жизни и творчестве писателя вошли материалы о донских писателях, с которыми взаимодействовал Василенко.

Экспозиция дома-музея И. Д. Василенко
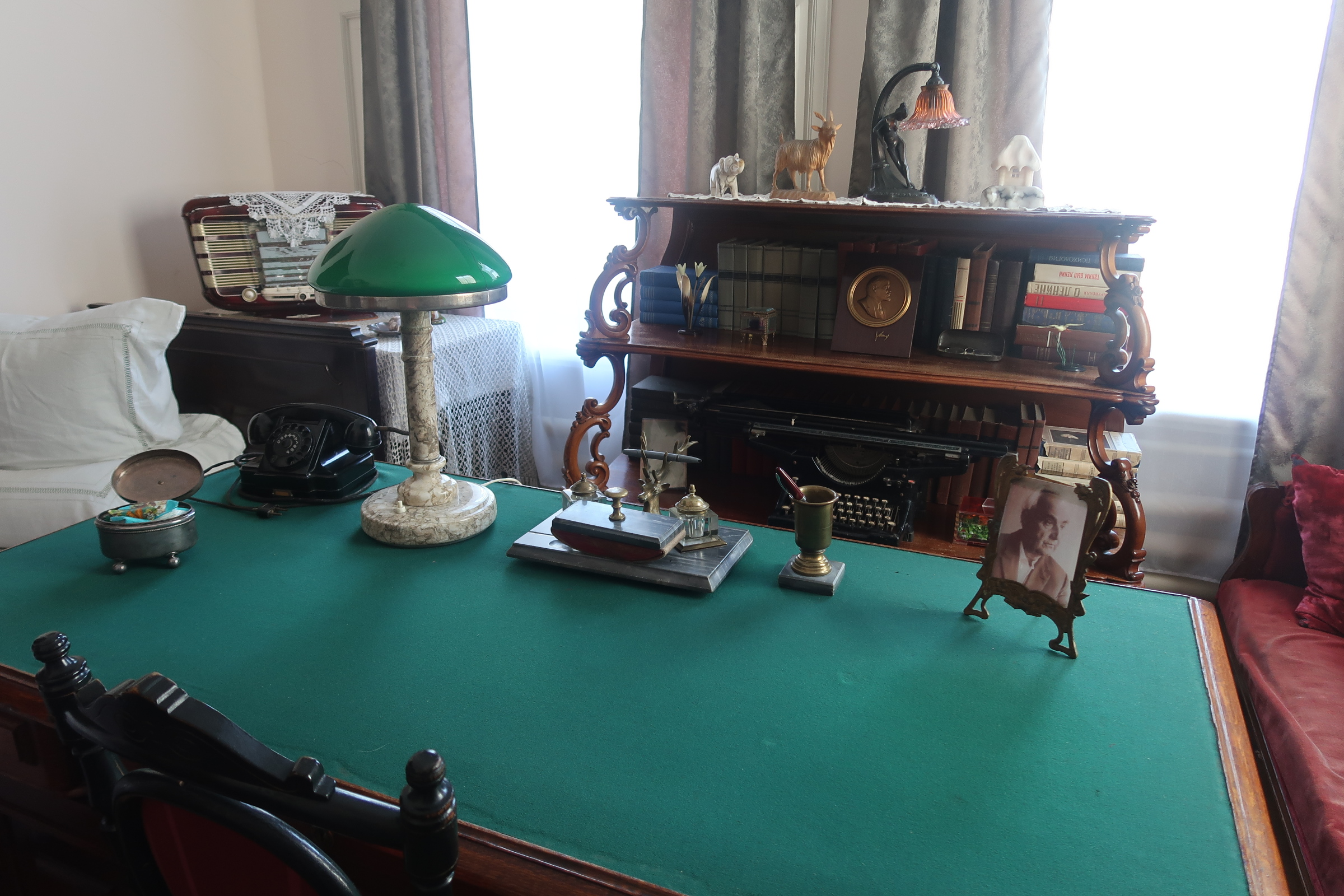
Кабинет писателя И. Д. Василенко
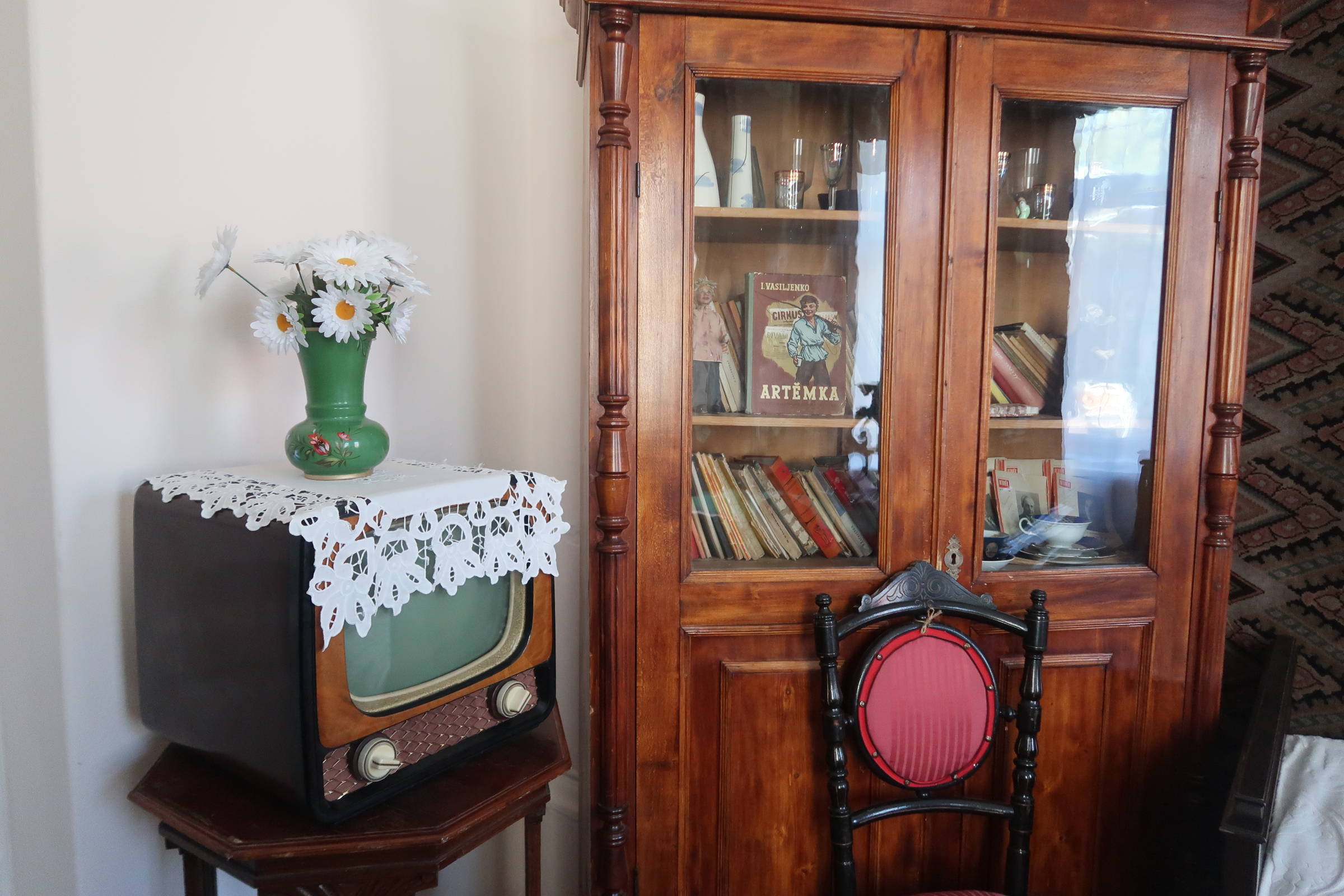
Кабинет писателя И. Д. Василенко
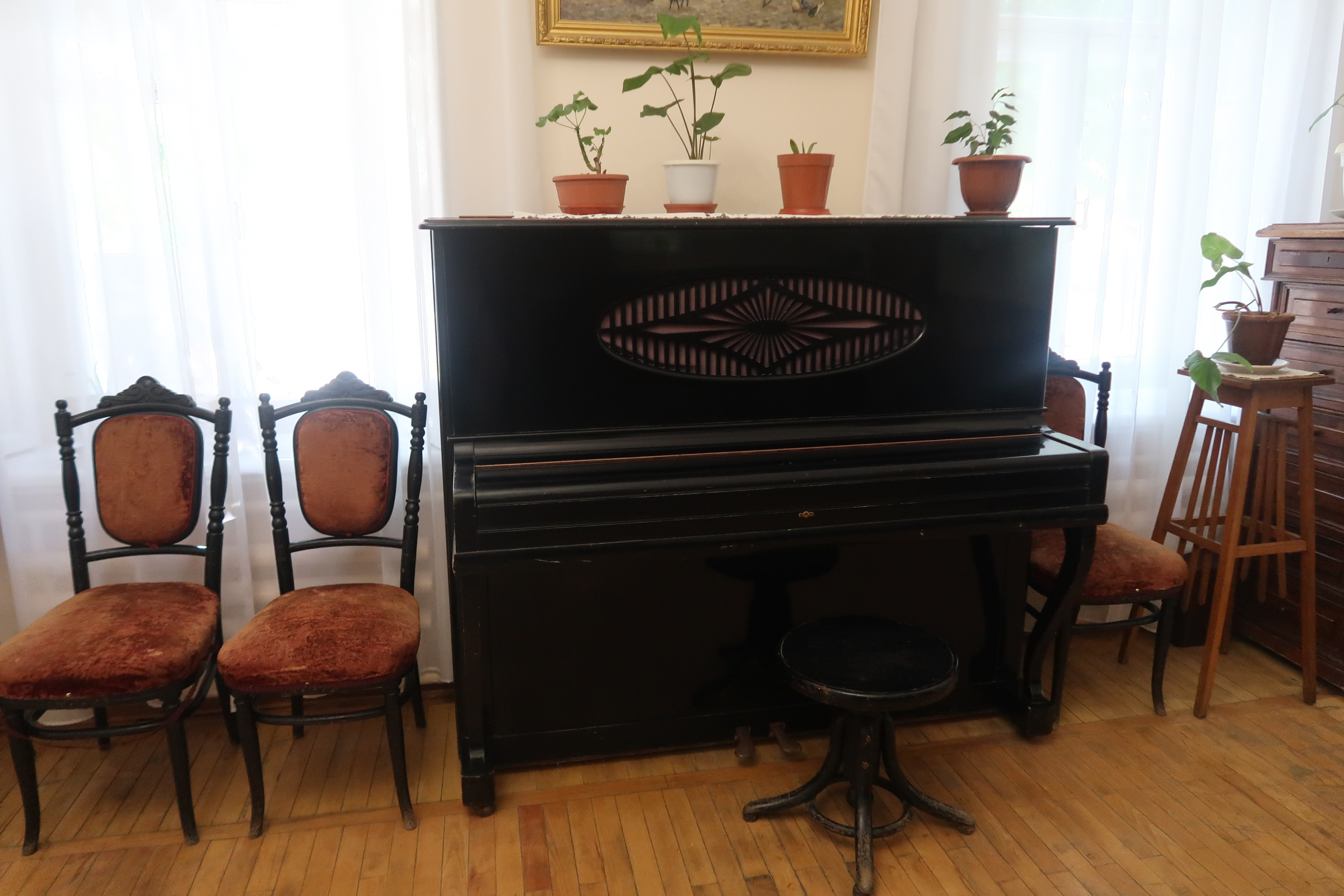
Экспонаты дома-музея И. Д. Василенко
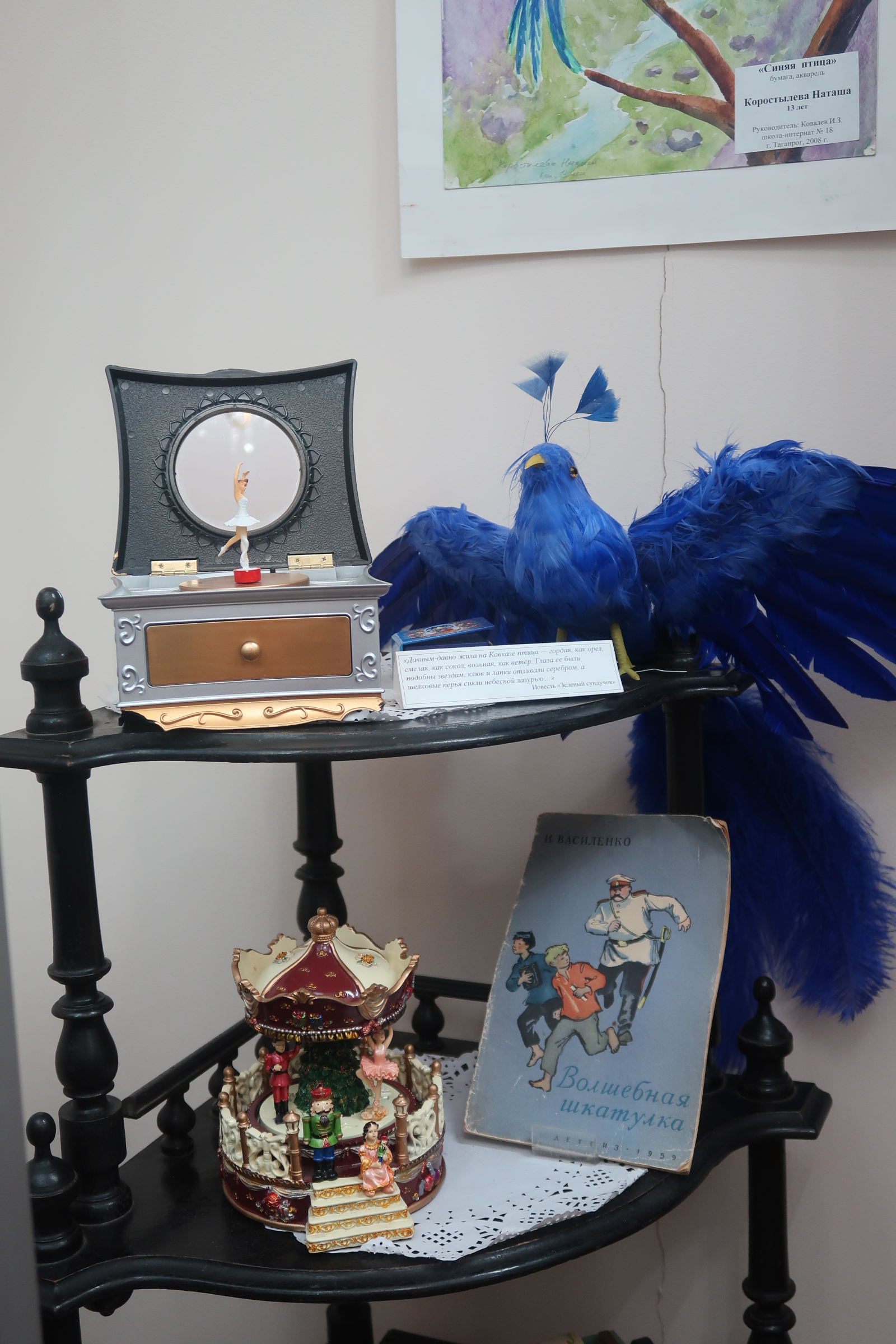
Экспонаты дома-музея И. Д. Василенко
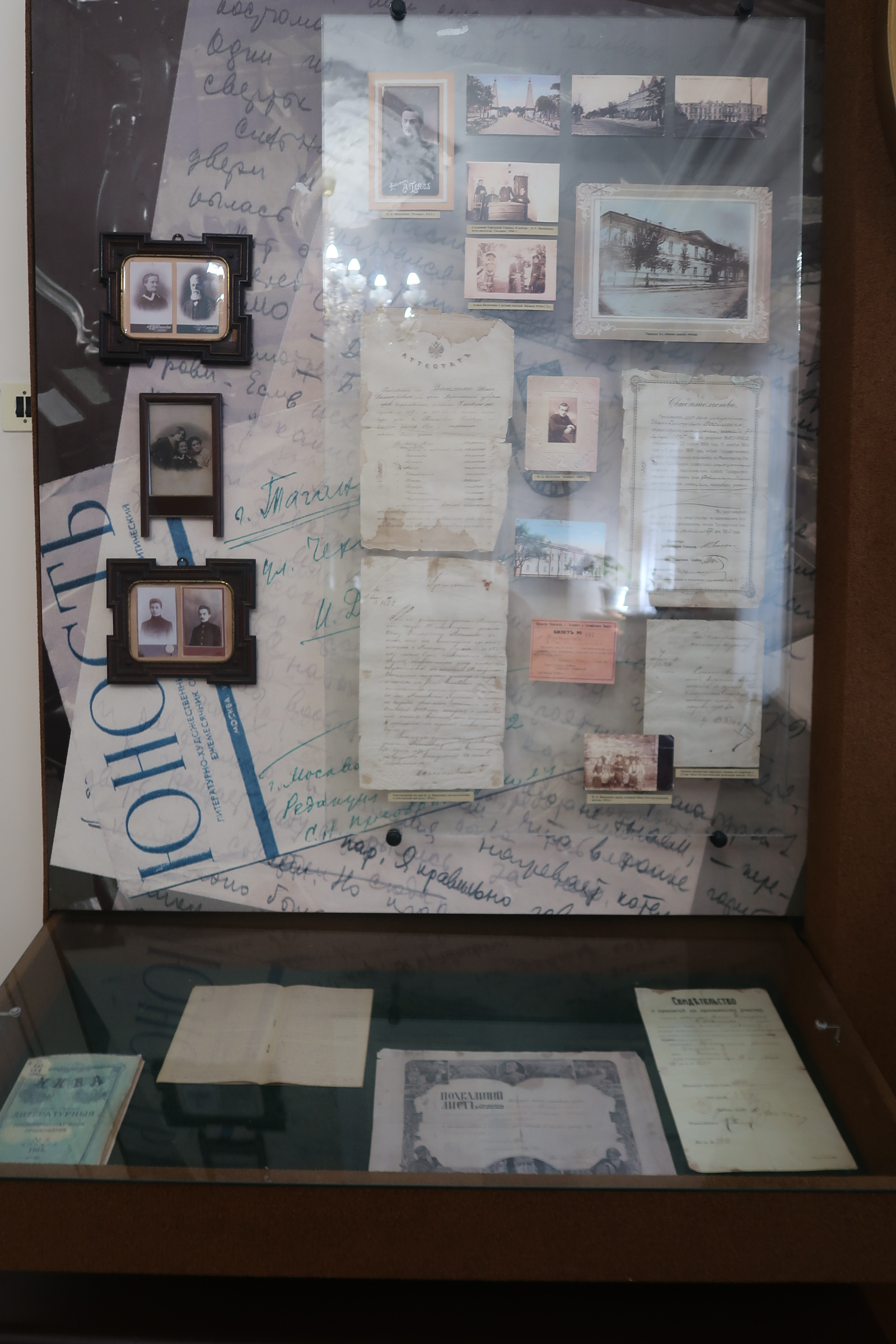
Экспонаты дома-музея И. Д. Василенко